# أردن روز
أردن روز (بالإنجليزية: Arden Rose)‏ هي ممثلة أمريكية، ولدت في 3 مايو 1995.

## وصلات خارجية
- أردن روز على موقع IMDb (الإنجليزية)
- أردن روز على موقع قاعدة بيانات الفيلم (الإنجليزية)